# Pedro Ronquillo Briceño
Pedro Ronquillo Briceño, 5. Conde de Ronquillo (* um 1. Februar 1630 in Madrid; † 1691) war von 1674 bis 1676 und von 1679 bis 1691 Botschafter von Karl II. von Spanien bei Karl II. von England.

## Leben
Pedro Ronquillo Briceño war ein Nachfahre des 1. Conde de Ronquillo, Rodrigo Ronquillo. Pedro und seine Schwester Antonio genannt Maura wurden in Madrid geboren, während seine jüngeren Geschwister in Italien geboren wurden.
Er lernte katalanisch, deutsch, französisch und lebte in Mailand Genua und Rom. Sein Vater Manuel Ronquillo Briceño, der 4. Conde de Ronquillo, ein Condottiere, starb 1635 bei Mailand, bei einer Auseinandersetzung mit Truppen im Dienste Frankreichs, als er eine Kompanie schwere Reiter kommandierte.
Pedro Ronquillo Briceño war seit 1635 Caballero de Alcántara, Colegial de Oviedo, in Salamanca, Oidor der königlichen Chancillería von Granada, Superintendente der Militärgerichtsbarkeit in Flandern, Gesandter zum Consejo de Indias und dessen Kammer, Gesandter seiner Majestät des Kaisers Leopold I. (HRR) bei Karl X. Gustav, König von Schweden, Gesandter seiner Majestät des katholischen Königs Karl II von Spanien bei Johann II. Kasimir, polnischer König, 1678 Bevollmächtigter von Karl II von Spanien bei den Friedensverhandlungen in Nijmegen, Ambassador to the Court of St James’s, wurde zum Mitglied des Staatsrates bestellt, starb aber, bevor er dieses Amt wahrnahm.
Nachdem der Virrey interino de Sicilia, Juan José de Austria 1651 von der Regentschaft ausgeschlossen worden war, kehrte Pedro Ronquillo Briceño mit dessen Verwandtschaft an den spanischen Hof zurück. 1658 hatte er mit Ana López de Mendoza in Madrid einen Sohn, Pedro Francisco Ronquillo Briceño y López de Mendoza.